# From Mars to Sirius
Albums de Gojira
The Link Alive
(2004) The Way of All Flesh
(2008)
From Mars to Sirius est le troisième album du groupe de death metal progressif français Gojira, sorti en 2005.
Les sujets abordés sur cet album-concept tournent autour des problèmes environnementaux et sur la nécessaire prise de conscience de ces problèmes avant qu'il ne soit trop tard.
Une vidéo a été tournée pour le morceau To Sirius.

## Production et Sortie
La production de l'album dure 7 mois et est marquée par une plus grande implication de Andreux  qui a notamment écrit certaines parties telles que l'outro de Where Dragons Dwell et la mélodie centrale de World to Come,,. Jean-Michel Labadie est également plus impliqué dans la réalisation de l'album et a donné un note plus chaude au son de la basse,. L'album comporte plus d'interludes et mélodies que les albums précédents avec par exemple From Mars to Sirius qui d'après Joe Duplantier représente un voyage; "et comme dans tout voyage, il y a des trous d'air, des variations et des moments de calme".
L'album est produit par Gabriel Prod et est enregistré au Studio des Milans (studio que le groupe à fait construire) par Laurent Etchemendy qui l'a également mixé avec Joe Duplantier et Jean-Michel Labadie. La batterie est enregistrée au studio Florida et le mastering se fait au studio Source et est achevé mi-juillet 2005,.
Avant la date de sortie de l'album, Gojira a interprété deux chansons lors de concerts en France, Backbone et The Heaviest Matter of the Universe.
À sa sortie, l'album est salué par les critiques, et reste à la 40e place des meilleurs albums français pendant une semaine. Le 5 mai 2006, le groupe signe avec le label Prosthetic Records pour une meilleure diffusion en Amérique du Nord permettant ainsi la sortie de From Mars to Sirius via Prostheric Records le 22 août de la même année. En septembre 2006, l'album s'est vendu à plus de 20 000 exemplaires en France et à peu près autant à l'étranger.

## Thématique
From Mars to Sirius aborde plusieurs thèmes comme le changement climatique ou la pollution marine mais aussi plus largement la vie, la mort et cela au travers de l’histoire de la résurrection d’une planète morte et d’une quête intergalactique,.
Dans une interview, Joe Duplantier explique que le nom désigne le voyage de la guerre, symbolisé par Mars vers la paix représentée par Sirius. Il voulait également axer l'écriture des paroles sur une ambiance spatiale.
La pochette de l'album représente une baleine volante. Dans la même interview, Joe Duplantier explique ce choix par sa fascination envers les baleines, pour leur intelligence, dont il essaye d’imaginer les pensées.

## Liste des titres
| 1.    | Ocean Planet                                                                             | 5:32 |
| 2.    | Backbone                                                                                 | 4:18 |
| 3.    | From the Sky                                                                             | 5:48 |
| 4.    | Unicorn (Instrumental)                                                                   | 2:09 |
| 5.    | Where Dragons Dwell                                                                      | 6:54 |
| 6.    | The Heaviest Matter of the Universe                                                      | 3:57 |
| 7.    | Flying Whales                                                                            | 7:44 |
| 8.    | In the Wilderness                                                                        | 7:47 |
| 9.    | World to Come                                                                            | 6:52 |
| 10.   | From Mars                                                                                | 2:24 |
| 11.   | To Sirius                                                                                | 5:37 |
| 12.   | Global Warming                                                                           | 7:50 |
| 13.   | Escape (Reprise de Metallica) (piste bonus seulement version japonaise[réf. nécessaire]) | 4:23 |
| 71:15 |                                                                                          |      |

## Musiciens
- Joe Duplantier − chant, guitare
- Mario Duplantier − batterie
- Christian Andreu − guitare
- Jean-Michel Labadie − basse